# Mouhamed El Bouanani
Mohamed El Bouanani [( محمد البوعناني)] es un periodista marroquí,  director del canal de televisión público de información continua rtn) y director y presentador de revista cultura. 

## Biografía
Mohamed El Bouanani nació en Asila en 1929. Es licenciado por la escuela mayor de maestros en Tetuán .
Comenzó su andadura profesional en los servicios informativos dertn de Rabat en el programa las siete llaves, su nombre completo, aprendió el Corán en la escuela Coránica de Asila , después de terminar su enseñanza primaria se trasladó tituandonde se licencia como maestro en 1950, ejerció su profesión en las escuelas del Rif de Marruecos, luego en Tetuan, unos años más tarde se obsesionó por el trabajo en la televisión, se trasladó a Rabat para trabajar en la Radio ^[(rtn)] , después en el departamento árabe de la radio de París, tras la Independencia de Marruecos regresó a a Rabat para trabajar como director en la radio nacional de Marruecos , como llegó a trabajar en vario periódicos nacionales e internacionales .
polémica de iraq.
Mouhamed El Bouanani un señor delgado de sonrisa permanente vivió entre el mar y los libros de literatura , mereció su título el señor del marEn Marruecos 
según sus seres cercanos, es un señor lleno de humanidad cosa que se refleja en sus poesías, muchos personalidades críticas confirmaron y con unanimidad su personalidad refleja aquel poeta maravilloso que paró de pie ante los príncipes de apoyando la sociedad Iraquí en un momento que todo el mondo quiso castigar a los ciudadanos Iraquís por los errores cometidos por su gobierno. Actualmente trabaja como director en la radio y televisión Marroquí canal primera
escribe en varios periódicos Marroquís , Árabes, Españoles
uno de sus libros de Poesía la noche blanca  en 1996.
presentador de la revista cultural la mar 
MOHAMED El Bouananies uno de los famosos presentadores de programas de televisión Marroquí, es conocido por su modo especial y sencillo en la difusión de información objetiva al público , dependiendo de su capacidad adquirida
en la narración como maestro... su primer programa nació cuando la televisión era en blanco y negro las siete llaves  MOHAMED se diregió a su público con su especial dialecto norte-marroquí .